# 鍾兆康
鍾兆康（英語：Kan Chung Siu Hong，1980年12月22日—），前香港歌手及演員，現已淡出演藝圈。

## 演藝歷程
2000年10月，鍾兆康參加英皇娛樂舉辦的「英皇超新星大賽」奪得金獎而入行，唱片公司迅即宣佈與他簽約並會力捧他  。
2001年，鍾兆康正式以歌手出道，推出首支派台歌曲《全因你》，唱片公司更不惜工本安排巴士車身廣告為他宣傳，之後推出快歌《踢走時限》，唯因外界反應一般，同年推出數首單曲後便被暫停歌唱事業。隨後曾參與幾部電影拍攝，直到2003年後解約離開英皇。
2004年，鍾兆康轉戰台灣及中國大陸，2005年有份演出一部台灣播映的電視劇《風中戰士》，並獨唱劇中插曲《Yes I Do》，此外參與過一些內地綜藝節目及廣告 ，惟之後鮮有其演藝消息。
2010年，高登討論區轉載有人目擊鍾兆康已轉職電訊客戶服務中心工作 。
2012年，鍾兆康以其本名鍾迪軒在新浪博客發文，證實離開演藝圈後從事職業攝影師工作  。

## 音樂作品

### 單曲
- 2001年：《全因你 （页面存档备份，存于）》（收錄於《英皇盛世 Vol.4》合輯）
- 2001年：《天馬行空》(與張佳佳、汪敏合唱)（收錄於《英皇盛世 Vol.4》合輯）
- 2001年：《踢走時限》（收錄於《英皇盛世 Vol.5》合輯）
- 2001年：《你想要甚麼》(與陸東成、謝秉翰合唱)（收錄於《英皇盛世 Vol.5》合輯）
- 2005年：《Yes I do》（收錄於《風中戰士電視原聲帶》合輯）
- 2005年：《風之舞》(與何潤東、王宗堯合唱)（收錄於《風中戰士電視原聲帶》合輯）

### 未出版歌曲
- 2001年：《我是勇者》(TVB動畫《雷霆守護者》主題曲)
- 2001年：《乘風破浪》(英皇群星合唱)

## 派台歌曲成績
| 四台上榜歌曲最高位置 | 四台上榜歌曲最高位置 | 四台上榜歌曲最高位置 | 四台上榜歌曲最高位置 | 四台上榜歌曲最高位置 | 四台上榜歌曲最高位置 | 四台上榜歌曲最高位置 | 四台上榜歌曲最高位置 |
| -------------------- | -------------------- | -------------------- | -------------------- | -------------------- | -------------------- | -------------------- | -------------------- |
| 唱片                 | 歌曲                 | 903                  | RTHK                 | 997                  | TVB                  | 備註                 |                      |
| 2001年               |                      |                      |                      |                      |                      |                      |                      |
| 英皇盛世 Vol.4       | 全因你               | -                    | -                    | -                    | -                    |                      |                      |
| 英皇盛世 Vol.5       | 踢走時限             | -                    | -                    | -                    | -                    |                      |                      |

| 各台冠軍歌總數 | 各台冠軍歌總數 | 各台冠軍歌總數 | 各台冠軍歌總數 | 各台冠軍歌總數    |
| -------------- | -------------- | -------------- | -------------- | ----------------- |
| 903            | RTHK           | 997            | TVB            | 備註              |
| 0              | 0              | 0              | 0              | 四台冠軍歌總數: 0 |

## 影視作品

### 電影
2001年
- 《我的野蠻同學》 飾  Tiger
- 《幽靈情書》

2002年
- 《狂野臥底》
- 《陰陽路十六之回到武俠時代》
- 《騎呢特工》

2003年
- 《星夢情真》

### 電視劇
2003年
- 《Boyz一起喝采》

2005年
- 《風中戰士》

## 資料來源
1. ↑  “英皇超新星大賽”金獎得主評出 （页面存档备份，存于） 新浪香港[2000-10-23]
2. ↑  英皇三超新星誕生 （页面存档备份，存于） 文匯報[2000-10-23]
3. ↑  何潤東組樂壇《無間道》 （页面存档备份，存于） 台灣蘋東日報[2005-09-16]
4. ↑  《真心话大冒险》黄金档打造明星梦工厂(组图)  （页面存档备份，存于） 新浪娛樂[2005-11-16]
5. ↑  前英皇歌手鍾兆康做客戶服務員 （页面存档备份，存于） 香港高登[2010-07-16]
6. ↑  4年後的重逢 （页面存档备份，存于） 新浪博客[2012-03-22]
7. ↑  我眼光不錯...睇得出佢係~ （页面存档备份，存于） weshare.hk[2012-11-06]

## 外部連結
- 鍾兆康在豆瓣上的资料（简体中文）
- 鍾兆康在时光网上的簡介（简体中文）